# 331 f.Kr.
| 331 f.Kr.          |
| ------------------ |
| Dødsfald - Fødsler |

## Begivenheder
- I foråret besejrer Antipater Agis III af Sparta nær Megalopolis[1].
- 1. oktober – Slaget ved Gaugamela, hvor Perserkongen Dareios 3. besejres af Alexander den Store.